# دیوید کوله
دیوید کوله (انگلیسی: David Collet; ۱۹ اکتبر ۱۹۰۱ – ۲۶ آوریل ۱۹۸۴) قایقران روئینگ اهل بریتانیا بود.